# Wolfgang Mager
Wolfgang Mager, (född: 24 augusti 1952 i Kamenz), är en före detta östtysk tävlingsroddare.  Mager tävlade för sportklubben SC DHfK Leipzig och vann OS-guld i München 1972 tillsammans med Siegfried Brietzke i tvåa utan styrman och i Montreal 1976 i fyra utan styrman.